# Dar Sangre
Dar Sangre est un groupe de heavy metal argentin, originaire de Buenos Aires.

## Biographie
Dar Sangre est formé en 2004 à la rencontre de groupes de punk hardcore underground. Initialement, le groupe se compose de Matias Espinoza (chant), Pedro Badessich (claviers), Ivan Resnik (basse), et Juanchy Badessich de Federico Dimarco (guitare). Ramiro Arias sera ensuite remplacé par Espinoza au chant.
En 2005, le groupe publie sa première démo neuf titres intitulée Primero Auxilio. Le groupe signe au label indépendant argentin Immune Records. En 2008, le groupe enregistre son premier album Un corazón por cada ciudad. Les morceaux de batterie sont enregistrés par Marti Canrrizo (ex-A.N.I.M.A.L.) et le reste de la production est fait par Javier Casas aux Infire Studios,.
Après sa signature chez Vegan Records, un autre label indépendant de Buenos Aires, Dar Sangre publie l'album Imperios por derrumba, enregistré aux Unison Studios et masterisé par les producteurs danois Tue Madsen et Jacob Olsen au Ant Farm Studio. Dar Sangre publie ensuite le clip de leur chanson Regreso.
Dar Sangre partagera la scène avec des groupes notoires comme Throwdown, It Dies Today, Terror, Silverstein, Hatebreed, Comeback Kid et As I Lay Dying,,,. Le 4 mars 2012 , le groupe se lance dans sa tournée Imperios por derrumba Tour.

## Style musical
Dar Sangre joue un metalcore moderne influencé par le punk hardcore, et des groupes de death metal mélodique comme In Flames et Dark Tranquility. Les parooles traient de la société, des problèmes internes et de la poésie. Elles sont toutes écrites en espagnol.

## Membres

### Membres actuels
- Matias Espinoza - chant
- Juanchy Badessich - guitare
- Federico Dimarco - guitare
- Ivan Resnik - basse
- Pedro Badessich - batterie

### Ancien membre
- Ramiro Arias - chant

## Discographie
- 2005 : Primero auxilio (EP)
- 2008 : Un corazón por cada ciudad (Immune Records)
- 2011 : Imperios por derrumbar (Vegan Records)

## Clip
- Regreso (2011)